# Toquí de Costa Rica
El toquí de Costa Rica (Arremon costaricensis) és un ocell de la família dels passerèl·lids (Passerellidae).
És el representant més septentrional d'un grup de vuit de grans pardals, que van des del sud d'Amèrica Central fins al nord de l'Argentina i antigament estaven tots inclosos en l'Arremon torquatus.

## Descripció
El toquí de Costa Rica s'adapta a aquest patró, ja que està restringit a les muntanyes humides de Costa Rica i l'oest de Panamà. Tots els membres del complex són semblants, amb les parts superiors color verd oliva, gola blanca i extens cap negre, generalment amb un ampli supercili pàl·lid; en el cas del toquí de Costa Rica, el supercili és de color gris pàl·lid.
Mesura entre 17,4 i 20 cm i pesa entre 40 i 49·5 g. El cap és de color negre amb una franja central grisa ampla i una altra franja grisa que s'estenen des de la zona supraloral cap al costat del coll i el clatell. La part superior, les ales i la cua són de color verd oliva, la gola, el pit i el ventre són blancs i es tornen grisos cap als costats i els flancs i tenyits de verd oliva en els flancs posteriors., la zona anal i les cobertores inferiors. L'iris es vermellós fosc, el bec gris fosc i les potes rosa fosc. No presenta dimorfisme sexual. El juvenil té les zones negres del cap de color sutge, les parts superiors de color verd oliva, grisos per sota, que s'esvaeixen fins a un color fosc a la panxa.

## Hàbitat i distribució
Habita el sotabosc dels boscos humits a les muntanyes de Costa Rica i oest de Panamà.

## Cria
La temporada de criança és de febrer a setembre. El niu el construeixen ambdós sexes i és com unacopa voluminosa oberta feta de tiges, serments, fulles i arrels, folrada amb arrels fines, filaments de fongs i fibres despullades de les fulles, col·locada entre 2 i 4 m (generalment menys de 3 m) en una vegetació densa com ara matolls o embull de vinya. La posta consta de 2 ous; la incubació és realitzada per la femella durant un període de 15 dies; els pollets són alimentats pels dos progenitors durant 12 dies.

## Taxonomia
L'any 2010 i basant-se en una anàlisi filogenètica molecular (Cadena et al. 2007) com a base per examinar els patrons de variació fenotípica, vocal i ecològica d'un grup d'espècies, el Comitè de Classificació Sud-americà (SACC) va aprovar, entre d'altres, separar A. costaricensis d'A. atricapillus (Cadena & Cuervo 2010; SACC 468) i, per tant, considerar-la espècie de ple dret.